# Nuth (plaats)
Nuth (Limburgs: Nut) is een dorp in het zuiden van de Nederlandse provincie Limburg, gelegen langs de autosnelweg A76 tussen de stedelijke gebieden van Heerlen en Sittard-Geleen. Het is een van de 15 kerkdorpen van de gemeente Beekdaelen. In en rond het dorp wonen circa 6.485 mensen.
De plaats Nuth ligt in het oosten van de gemeente en vervult hierin een centrumfunctie, met onder andere een station langs de lijn Heerlen – Sittard en een groot bedrijventerrein langs de A76. Het centrum van het dorp ligt langs de provinciale weg van Brunssum naar Valkenburg, de N298. Hier zijn het gemeentehuis en rondom het marktplein verschillende winkels te vinden.

## Geschiedenis
Nuth ontwikkelde zich in de middeleeuwen ten zuiden van de Geleenbeek, op de noordhelling van het Centraal Plateau.
Nuth behoorde tot het Land van Valkenburg, om in 1626 een zelfstandige heerlijkheid te worden. In 1896 werd een station geopend. De opening van de mijnen in de 20e eeuw zorgde voor uitbreiding van de plaats. Zo werd er in 1919 een wijkje gebouwd voor spoorwegarbeiders die er een emplacement ten behoeve van de mijnen aanlegden. Ook in de 2e helft van de 20e eeuw werden meerdere woonwijken bijgebouwd. Daarnaast kwamen er bedrijventerreinen: De Horsel en De Reuken. Omstreeks 1900 ontstond op De Horsel de Kleiwarenfabriek Nuth, die in 2013 gesloten werd. In 1971 vestigde zich hier de Makro. De Horsel wordt beschouwd als een bovenregionaal bedrijventerrein.

## Bezienswaardigheden
- De Sint-Bavokerk staat ten noorden van deze weg in het oudste gedeelte van Nuth. De kerk werd in haar oorspronkelijke vorm gebouwd in het jaar 1763 en in 1922 groots uitgebouwd tot haar huidige vorm. De kerk staat op een kerkheuvel waar de huizen in een cirkel omheen zijn gebouwd.
- Huis De Dael, een kasteelachtig landhuis, 17e- en 18e-eeuws.
- Kasteel Reijmersbeek, 16e-eeuws, met kasteelhoeve.
- Mariakapel, een niskapel horende bij het kasteel.
- Mariakapel, een betreedbare kapel midden in Nuth
- Onze-Lieve-Vrouw-Sterre-der-Zeekapel, een kapel in Hellebroek.
- Sint-Barbarabeeld
- Diverse boerderijen, deels in vakwerk, zoals:
  - Vink 9, vierkantshoeve
  - Dorpstraat 49, van 1711.
  - Dorpstraat 53, 17e-eeuws, met vakwerkhuis.
  - Dorpstraat 61, vierkantshoeve van 1790 en 1795.
  - Molenveld 6, van 1767.
  - Molenveld 20, vakwerkhoeve, van 1804.
  - Branterweg 16, 18e- en 19e-eeuwse boerderij.
  - Branterweg 18, 18e- en 19e-eeuwse boerderij, deels vakwerk.
  - Branterweg 20, van 1770, deels vakwerk.
  - Branterweg 22, van 1770, deels vakwerk.
  - Hellebroek 30, hoeve 18e en 19e eeuw, schuur van 1785.
  - Hellebroek 32, vierkantshoeve van 1820.
  - Pingerweg 11, 18e-eeuwse hoeve.
  - Kamp 1, 18e-19e-eeuwse hoeve.
  - Kamp 2, 18e-19e-eeuwse hoeve.
  - Kamp 3, hoeve van 1790.
  - Nierhoven 11, hoeve van 1679 en jonger.
  - Stationstraat 312, hoeve van 1750 en 1840.

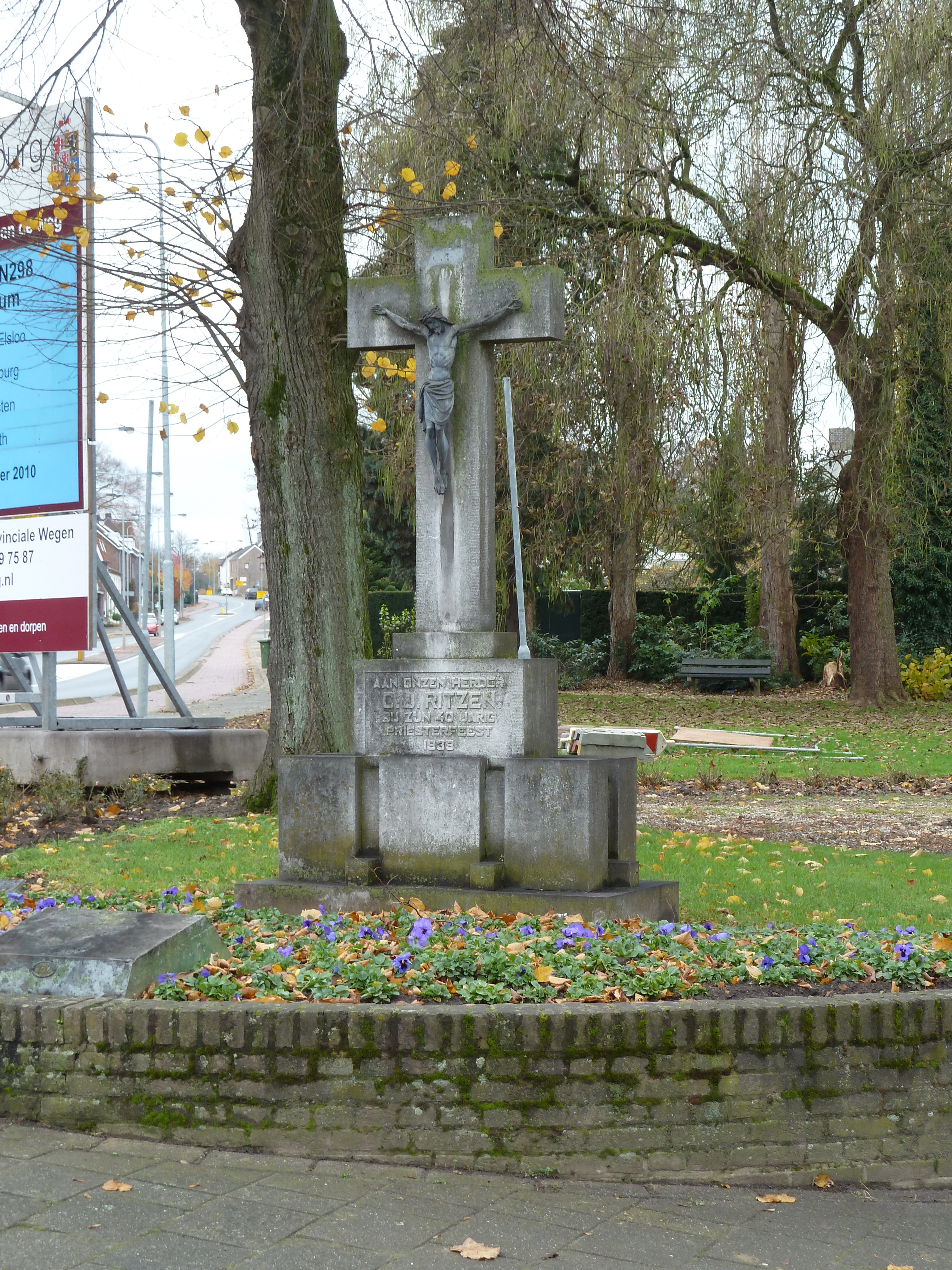
Kruis aan Molenveld-Valkenburgerweg
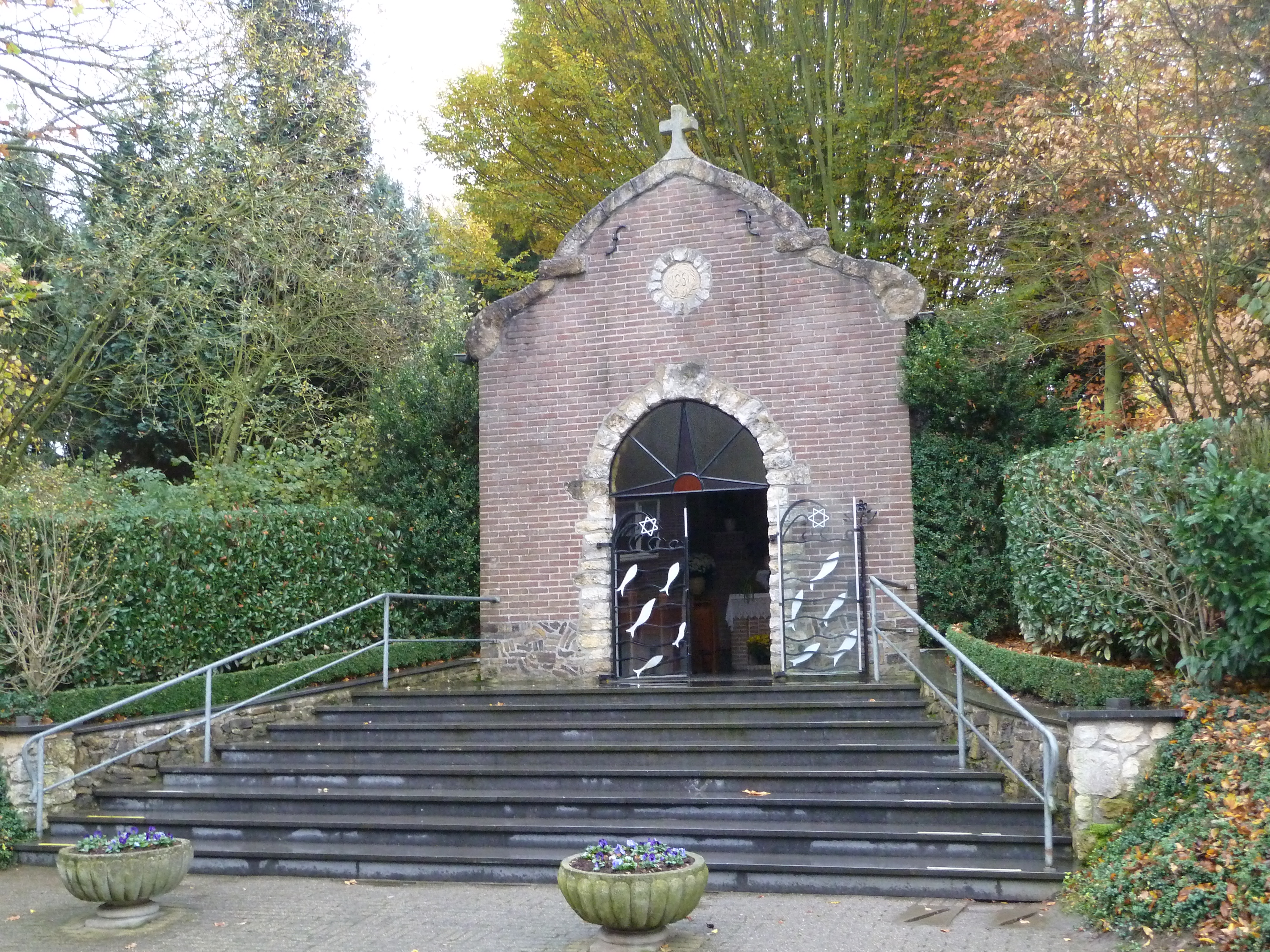
Kapel Hellebroek
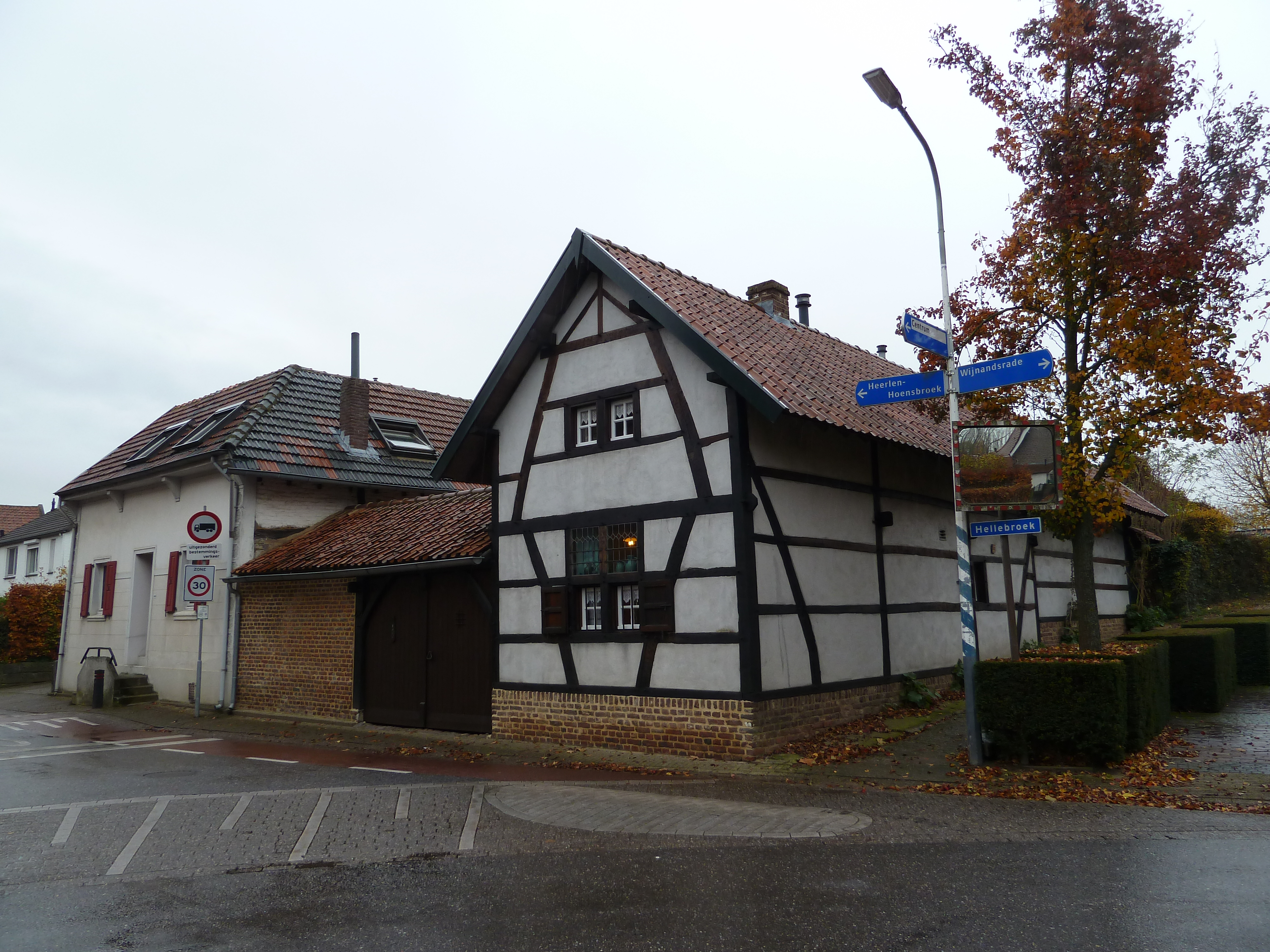
Vakwerkschuur in Hellebroek
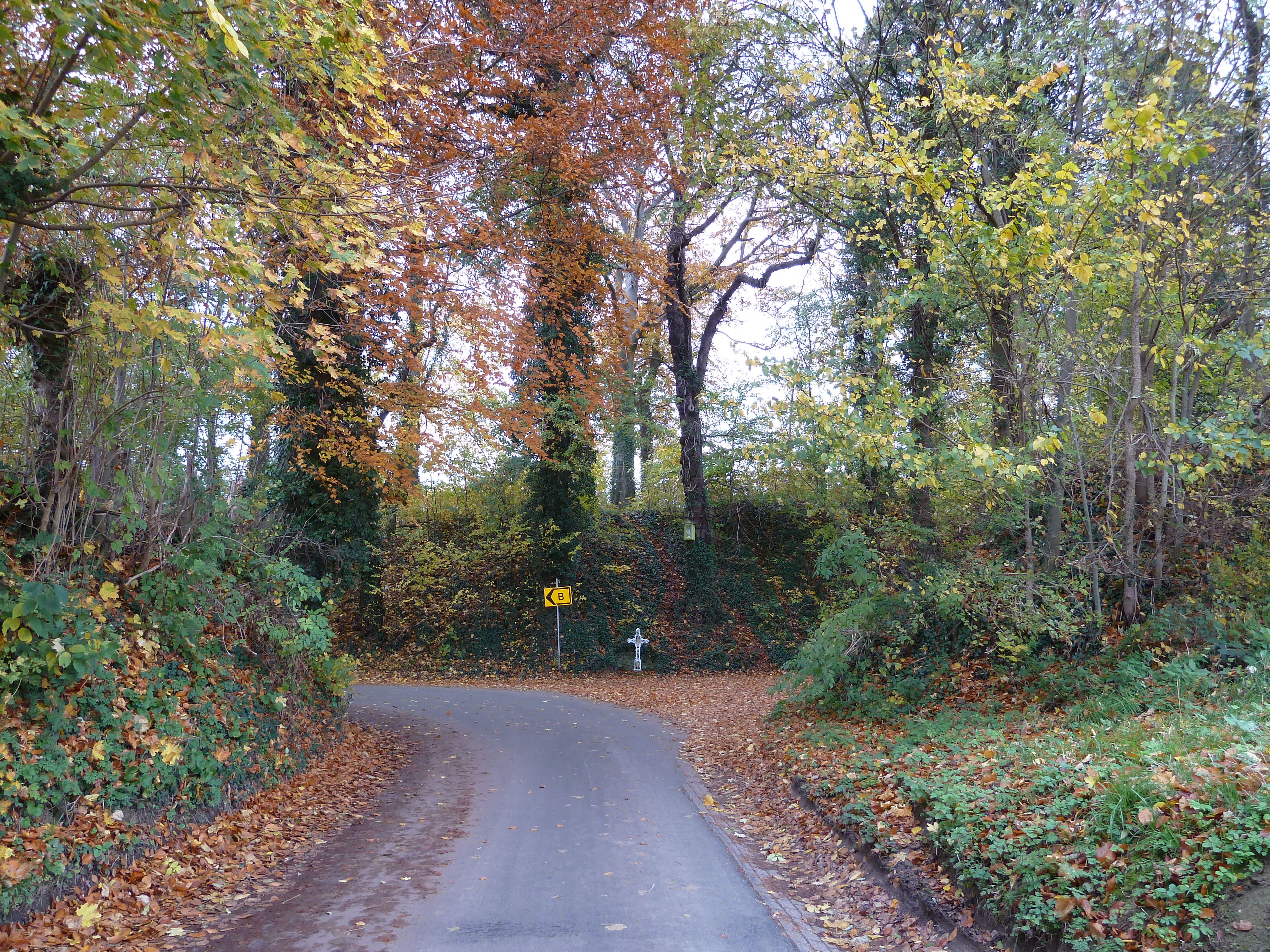
Wegkruis aan de Wienweg
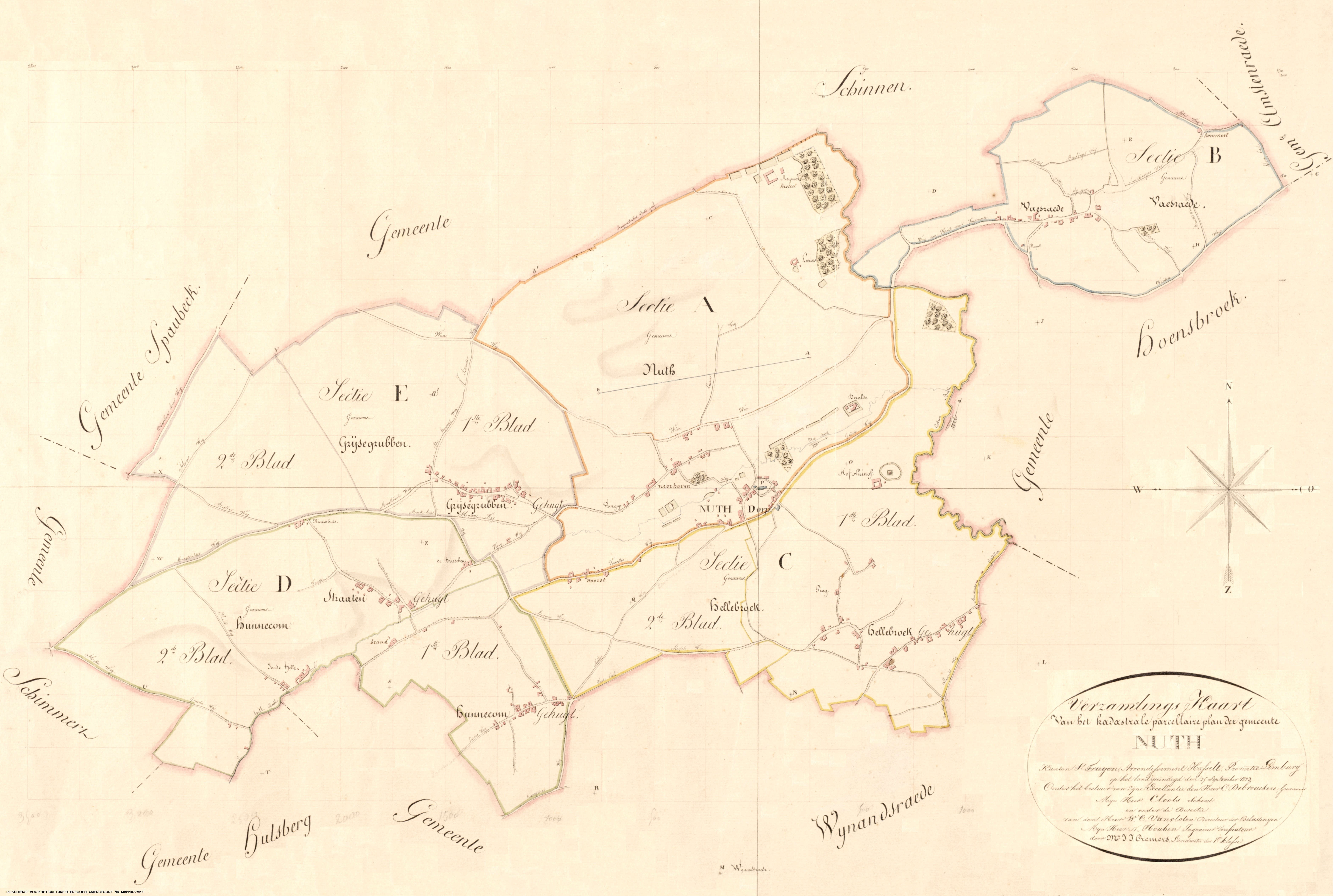
Kadasterkaart Gemeente Nuth 1823

## Buurtschappen
Nuth omvat naast het dorp zelf, de omliggende wijken en het kerkdorp Vaesrade, ook een groot aantal kleine buurtschappen, voornamelijk in het gebied ten westen van de plaats, in en langs het beboste dal van de Platsbeek, in alfabetische volgorde:
- Brand
- Grijzegrubben
- Helle
- Hellebroek
- Leeuw (Lieëw of Lui)
- Nierhoven
- Reijmersbeek
- Reuken
- Terstraten
- Tervoorst

Het grootste plaatsje binnen deze groep van circa acht gehuchten is Tervoorst. De buurtschappen tellen bij elkaar ongeveer 860 inwoners.
In Nuth zelf wordt het Nuther dialect gesproken. Dit is een van de tussenliggende dialecten in het centrale deel van Zuid-Limburg (tussen Kerkrade en Maastricht).

## Natuur en landschap
Nuth ligt op de helling die van het Geleenbeekdal naar het Centraal Plateau voert. De kerk ligt op ongeveer 85 meter hoogte. Ten noorden van Nuth loopt de Platsbeek in oostelijke richting. Nuth is uitgegroeid tot een betrekkelijk grote plaats met tevens enkele uitgestrekte bedrijventerreinen.

## Sport en recreatie
RKSV Minor is de plaatselijke voetbalvereniging. Deze vereniging deelt sinds 2005 complex de Kollenberg met de plaatselijke hockeyclub HC Nuth. De lokale scoutingverenigingen zijn sinds 1945 scouting St. Hubertus en Scouting Hedwig. Deze twee verenigen zijn in 2014 gefuseerd en heten nu: Scouting Nuth. Hun gebouw 'De Knoup' staat op de Spoorstraat.

## Trivia
In 1987 kwam Nuth in het nieuws nadat de terreurbeweging RaRa een aanslag had gepleegd op de Makro-vestiging in het dorp. Het gebouw ging volledig in vlammen op. Na deze aanslag trok de eigenaar van Makro zich terug uit Zuid-Afrika, waar de apartheid toen nog van kracht was.

## Geboren in Nuth
- Gabriël Beckers (1786-1866), burgemeester van Schinveld
- Joseph Kerckhoffs (1789-1867), arts en schrijver
- Auguste Kerckhoffs (1835-1903), linguïst en cryptograaf
- Frans de Wever (1869-1940), huisarts en oprichter van 'Maria Hilfspital' in 1904 in Heerlen, in jaren zeventig 20ste eeuw vernoemd De Wever Ziekenhuis, tegenwoordig genoemd Zuyderland
- August de Wever (1874-1947), huisarts, botanicus, medeoprichter van het Natuurhistorisch Genootschap in Limburg
- Joep Packbiers (1875-1957), een (olympisch) handboogschutter
- Henri Hermans (1883-1947), dirigent
- Jan Drummen (1891-1966), architect
- Hub Ritzen (1912-1972), geschiedschrijver, gemeentesecretaris van Hoensbroek
- Jos Hermans (1930-2017), beeldhouwer, schilder en glazenier
- Fons Teheux (1933-2021), CDA-politicus
- Jos Schreurs (1934-2022), priester en senator (CDA)
- Hubert Bruls (1966), burgemeester van Nijmegen
- Roman Helinski (1983), schrijver

## Nabijgelegen kernen
Vaesrade, Schinnen, Hoensbroek, Spaubeek, Wijnandsrade, Hunnecum, Schimmert